# Chambœuf (Côte-d’Or)
Chambœuf ist eine französische Gemeinde mit 384 Einwohnern (Stand 1. Januar 2022) im Département Côte-d’Or in der Region Bourgogne-Franche-Comté (vor 2016 Bourgogne); sie gehört zum Arrondissement Beaune und zum Kanton Longvic. Die Einwohner werden Cambois genannt.

## Geographie
Chambœuf liegt etwa 17 Kilometer südwestlich von Dijon. Umgeben wird Chambœuf von den Nachbargemeinden Valforêt im Nordwesten und Norden, Brochon im Nordosten, Gevrey-Chambertin im Osten, Curley und Reulle-Vergy im Süden, Ternant im Südwesten, Semezanges im Südwesten und Westen sowie Quemigny-Poisot im Westen.

## Bevölkerung
| Jahr                       | 1962 | 1968 | 1975 | 1982 | 1990 | 1999 | 2006 | 2013 | 2019 |
| Einwohner                  | 150  | 119  | 120  | 201  | 268  | 268  | 317  | 349  | 392  |
| Quellen: Cassini und INSEE |      |      |      |      |      |      |      |      |      |

## Sehenswürdigkeiten
- Kirche Saint-Michel

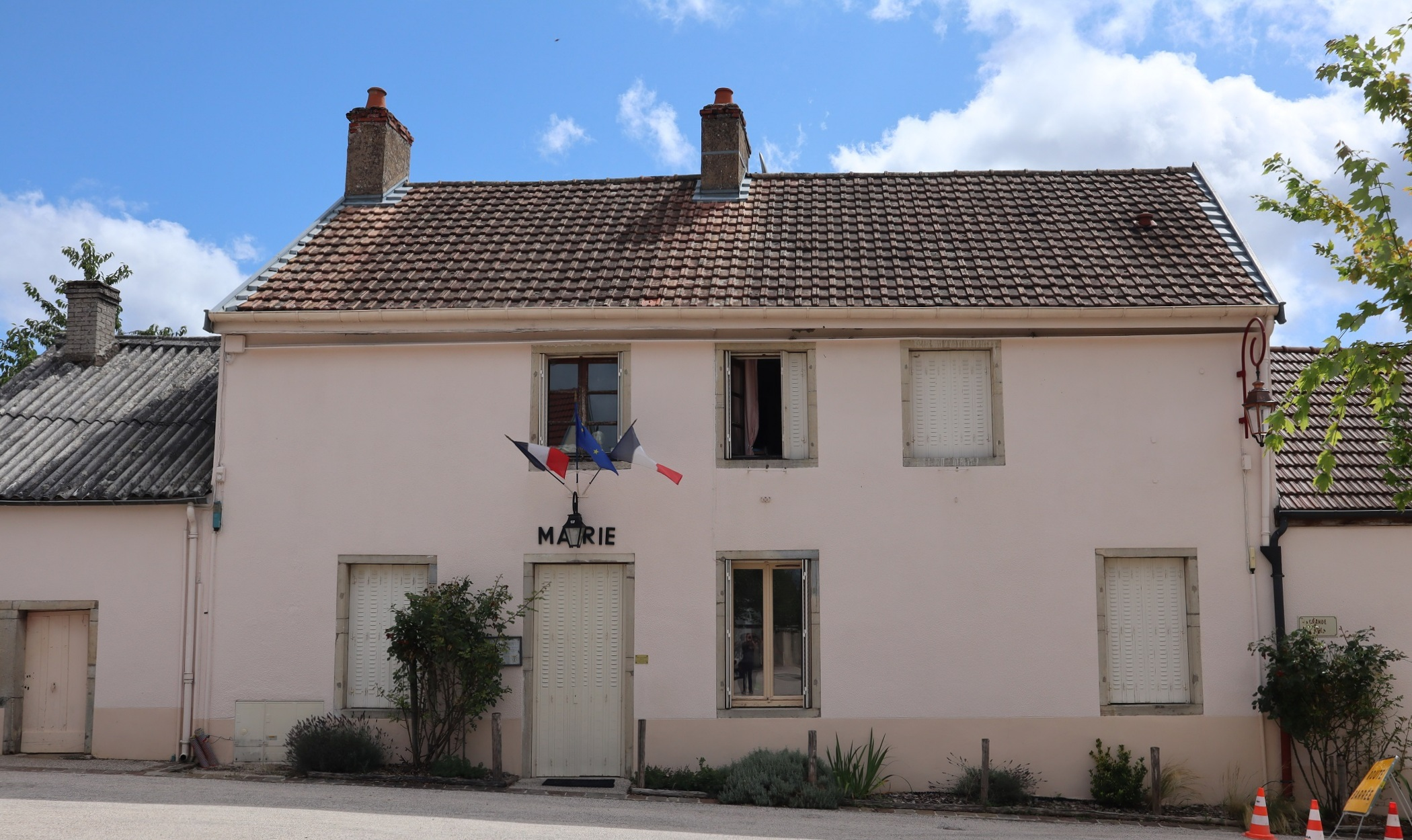
Rathaus Chambœuf
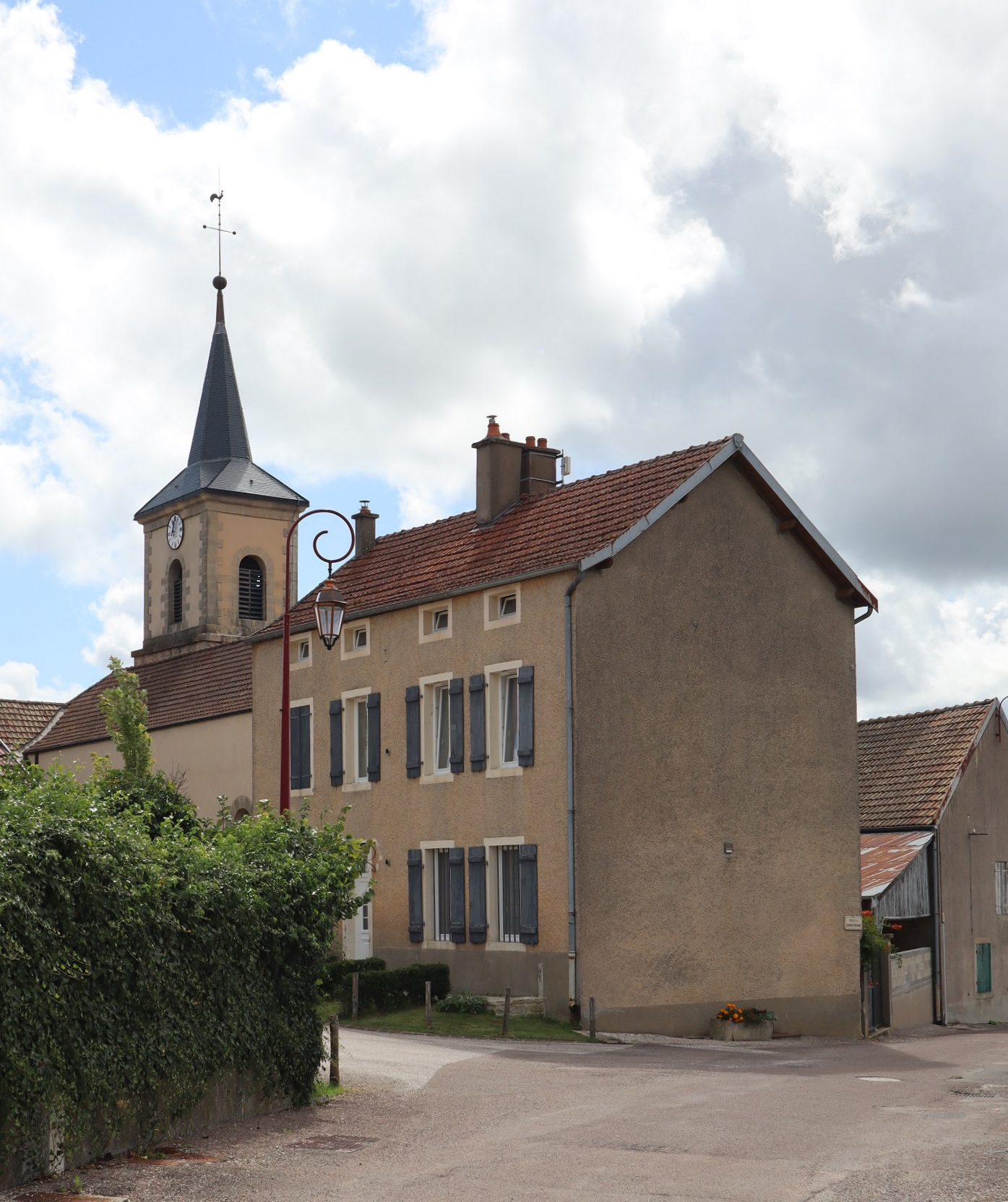
Ortszentrum mit dem Turm der Kirche Saint-Michel
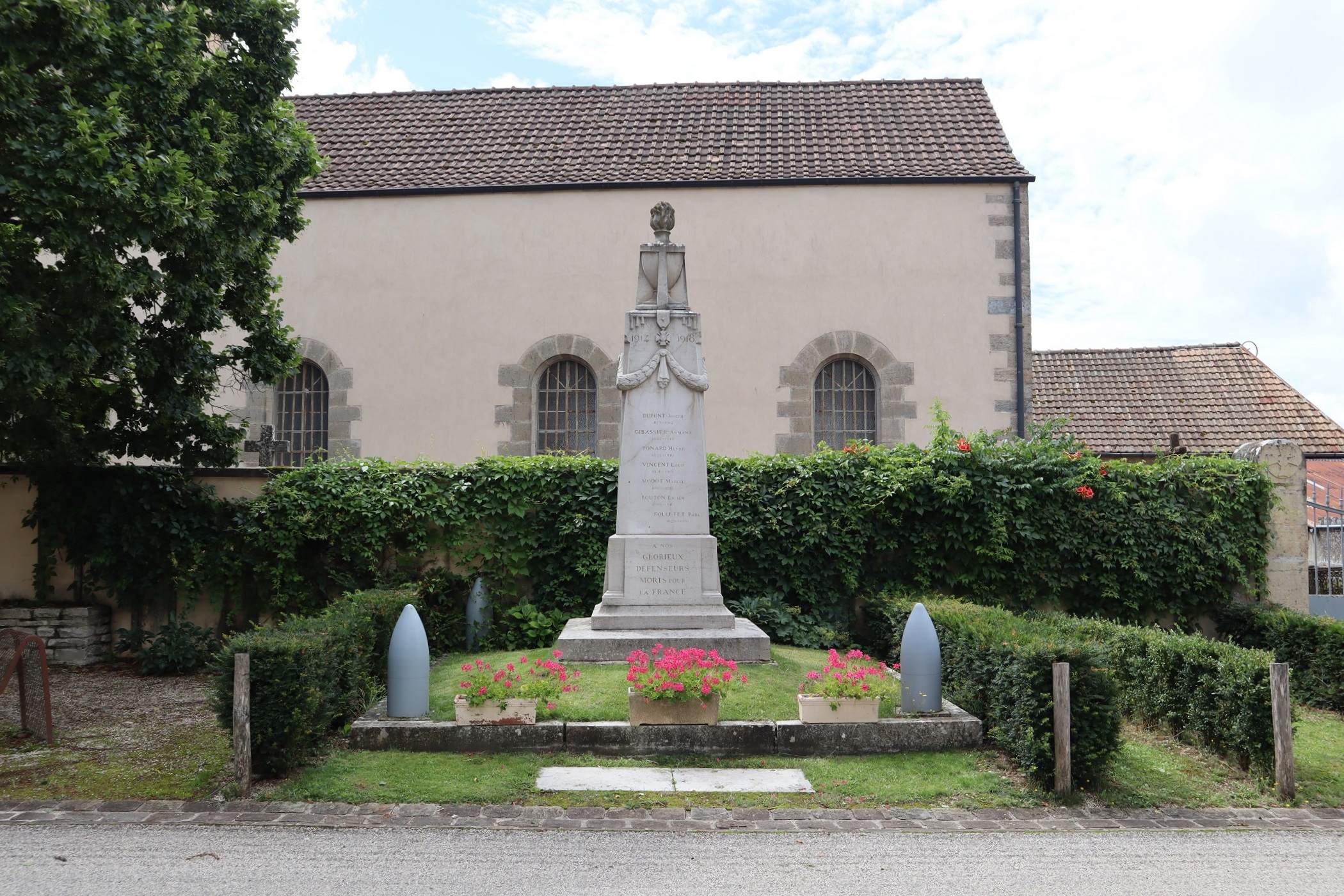
Gefallenendenkmal